# Tricentra ellima
Tricentra ellima là một loài bướm đêm trong họ Geometridae.